# Hansa Records
La Hansa Records o semplicemente Hansa era un'etichetta discografica tedesca con sede a Berlino, fondata nel 1964  da Peter Meisel e Thomas Meisel del gruppo editoriale Meisel. L'etichetta fu assorbita dal gruppo BMG Berlin Musik GmbH, fondato nel 1997..
Tra gli artisti che incisero per quest'etichetta, figurano G.G. Anderson, Marcia Barrett, Lou Bega, i Blue System, Boney M., La Bouche, David Bowie, Johnny Bristol, Bernd Clüver, Coco-Coco, Drafi Deutscher, Elton John, Falco, Bobby Farrell, Gilla, The Hollies, Roland Kaiser, Alexander Klaws, Daniel Küblböck, i Milli Vanilli, i Modern Talking, Die Prinzen, Randolph Rose, Nini Rosso, Ricky Shayne, Amii Stewart, Bonnie Tyler, Maizie Williams, Luca Coveri, ecc.
Tra le hit prodotte dalla Hansa Records, figurano Il silenzio nell'interpretazione di Nini Rosso, Rivers of Babylon nell'interpretazione dei Boney M., You're My Heart, You're My Soul , Cheri, Cheri Lady, Brother Louie, ecc. dei Modern Talking, Mambo No. 5 di Lou Bega, ecc.